# Centrale hydroélectrique de Muskrat Falls
La centrale de Muskrat Falls est un projet hydroélectrique en cours de construction au Labrador, dans la partie continentale de la province de Terre-Neuve-et-Labrador, au Canada.
Cette centrale est construite sur le fleuve Churchill dans le cadre du développement hydroélectrique du Bas-Churchill. Elle prévoit une puissance installée de 824 MW et 4,9 TWh d'énergie électrique par an. La construction a débuté en janvier 2013 et doit s'achever en 2023.

## Situation géographique
La centrale de Muskrat Falls est située sur le site des anciennes chutes Muskrat (anglais : Muskrat Falls), une série de rapides de 15 mètres de hauteur totale situés sur le fleuve Churchill à environ 25 kilomètres à l'ouest de Happy Valley-Goose Bay, au Labrador.
Au niveau des chutes Muskrat, le lit du fleuve Churchill, large d'environ 1 km en amont, se rétrécit brusquement à une largeur de 130 mètres, en partie barré par la colline Manitu-utshu.
Les rapides étaient à cet endroit très puissants compte tenu du débit moyen important du fleuve de 1 830 m3/s (1 620 m3/s avant la création du réservoir Smallwood) pour une aire de drainage de 92 500 km2 (78 800 km2 avant la création du réservoir Smallwood).
Les chutes Muskrat se composaient de deux séries de rapides aux deux extrémités occidentale et orientale de la colline Manitu-utshu séparés par une zone intermédiaire de 600 mètres de long. Les rapides supérieurs étaient les plus étroits et les rapides inférieurs les plus accidentés. La centrale de Muskrat Falls et son barrage furent implantés sur les rapides aval.

## Historique du projet

### Planification du projet
En 2007, le premier ministre de Terre-Neuve-et-Labrador Danny Williams crée la société Nalcor Energy pour développer le Bas-Churchill. Une première phase du projet prévoit un barrage et une centrale à Muskrat Falls, ainsi que toute l'infrastructure de transport nécessaire pour acheminer l'électricité produite vers Terre-Neuve et le continent. 
En novembre 2010, le gouvernement provincial et Nalcor Energy signent une entente avec le gouvernement de la Nouvelle-Écosse et 
la société Emera Inc., basée à Halifax,.
L'entente prévoit en particulier la construction d'une infrastructure maritime vers la Nouvelle-Écosse permettant d'exporter l'énergie vers le continent. L'ensemble du projet est alors estimé à 6,2 milliards $CA.
En août 2011, un comité de révision à Terre-Neuve-et-Labrador rejette le plan de transport de l'électricité qui sera produite par les futures installations hydroélectriques sur le bas du fleuve Churchill, en expliquant douter des bénéfices financiers à long terme de ce projet. 
La nouvelle première ministre de Terre-Neuve-et-Labrador, Kathy Dunderdale, veut répondre aux inquiétudes du comité sans arrêter la réalisation du projet, alors que l'opposition et la chef du Nouveau Parti démocratique de Terre-Neuve-et-Labrador, Lorraine Michael, appuient le rapport et proposent plutôt de cesser les travaux jusqu'à ce que la rentabilité du projet soit démontrée.
Le projet Muskrat Falls, officialisé en 2012, est présenté comme le mégaprojet hydroélectrique du bas du fleuve Churchill. L'ambition du projet est l'autonomie énergétique et la création de profits devant stimuler l'économie provinciale. 
Les travaux de construction du barrage débutent en janvier 2013.

### Participation fédérale
Dans le discours du Trône de juin 2011, le gouvernement du Canada, déterminé à mettre en valeur les vastes ressources naturelles du pays, s'engage à appuyer les projets sur le cours inférieur du fleuve Churchill. 
Le 30 novembre 2012, Stephen Harper annonce la conclusion d'une entente entre le gouvernement fédéral, les gouvernements de Terre-Neuve-et-Labrador et de la Nouvelle-Écosse ainsi que deux sociétés, Nalcor Energy et Emera Inc., concernant les conditions d’une garantie d'emprunt fédérale applicable aux projets du Bas-Churchill. Le 10 décembre 2013, le gouvernement du Canada annonce que la garantie d'emprunt fédérale pour les projets de la société Nalcor sur le Bas-Churchill (centrale hydroélectrique de Muskrat Falls, immobilisations de transport du Labrador et ligne de transport Labrador–Terre-Neuve) est en place. Cette garantie d'emprunt fédérale s'applique aux 5 milliards $CA empruntés pour la réalisation des projets de Nalcor. Le gouvernement du Canada a aussi émis la garantie d'emprunt accordée à la partie du projet qui a été confiée à la société Emera Inc., la ligne de transport vers les provinces maritimes. Cette garantie d'emprunt s'appliquera à la dette du projet jusqu’à concurrence de 1,3 milliard $CA. 
En signant les modalités de la garantie, le gouvernement du Canada s'est engagé à se porter garant, jusqu'à concurrence de 6,3 milliards $CA, des dettes liées aux projets du Bas-Churchill pendant une période de 35 à 40 ans à compter de la date à laquelle le prêt aura été contracté.

### Construction
Commencé en 2013, le projet est en difficultés dès 2016 alors le PDG de Nalcor, Stan Marshall, déclare que le projet est un gâchis.
Le premier ministre Dwight Ball lance en septembre 2018 une enquête publique sur le projet.
En 2019, le projet dépasse le budget initial de plus de 6 milliards $CA 
et a deux ans de retard. Les dépassements de coûts prévus de 50 %, de 7,4 milliards $CA à 12,7 milliards $CA, sont liés à plusieurs facteurs : une mauvaise planification, un manque d'expérience en ingénierie et des hypothèses connexes non valides, trompeuses ou qui se sont avérées incorrectes a posteriori. 
Fin octobre 2019, Nalcor indique que la centrale hydroélectrique de Muskrat Falls pourra commencer à transmettre de l’électricité vers Terre-Neuve dès le début de l’année 2020. La première des quatre turbines à Muskrat Falls a la capacité de produire 206 mégawatts d’électricité et pourrait être alimentée à la fin novembre 2019. 
Nalcor espérait alors que la production commerciale d’électricité atteindrait son plein niveau à la fin de 2020.
En décembre 2019, Nalcor avise la Commission des services publics de nouveaux retards à Muskrat Falls. Le PDG Stan Marshall indique que la première mise sous tension et la date de livraison du logiciel pour la liaison Labrador-Island ont toutes deux été repoussées. L'exploitation commerciale de l'unité 1 à la centrale ne devait pas avoir lieu avant la mi-mars 2020.
La production d'électricité par la première turbine mise en service débute finalement le 22 septembre 2020. La mise en route des trois autres turbines doit s'étaler jusqu'au 30 septembre 2021, date prévisionnelle de la livraison complète de l'ouvrage,. 
Cependant en mai 2022, l'achèvement de la centrale est encore estimée à au moins une année supplémentaire.
La PDG de Newfoundland and Labrador Hydro, Jennifer Williams, confirme finalement la mise en service complète de la centrale en avril 2023.
Le lien sous-marin entre le Labrador et Terre-Neuve, le Labrador-Island Transmission Link, est mis en service en 2018 
mais des problèmes persistent avec son logiciel de gestion jusqu'en avril 2023.
Certains problèmes persistent jusqu'en 2024,.
La livraison d'électricité à la Nouvelle-Écosse, via le nouveau lien sous-marin Maritime Link construit par Emera, débute fin décembre 2020.

### Controverse
Le projet de Muskrat Falls est le plus ambitieux jamais entrepris par Terre-Neuve-et-Labrador, mais a plongé le gouvernement dans une crise financière sans précédent. En février 2019, le projet était réalisé à 96 %. Le coût estimé de 12,7 milliards $CA représentait le double du prix du projet de la Romaine d'Hydro-Québec qui pourra générer deux fois plus d'énergie. 
Muskrat Falls comptait pour 35 % de la dette nette de la province, dont l'endettement s'élevait à 14,7 milliards $CA avec l'endettement par habitant le plus élevé du pays. Un doublement des tarifs d’électricité résidentielle d'ici 2022 serait nécessaire pour rentabiliser le projet hydroélectrique. L'engagement d’Ottawa de se porter garant jusqu’à concurrence de 7,9 milliards $CA des dettes terre-neuviennes liées aux projets du Bas-Churchill apporte au problème une dimension nationale.
En 2019, les Terre-Neuviens payaient 12,3 cents du kilowattheure, plus de deux fois plus cher que la première tranche de tarif d'Hydro-Québec. Un rapport de 2018 concluait que pour que les taux augmentent à 14 cents du kWh, plutôt qu’à 22,9 cents du kWh, il faudrait trouver 744 millions $CA par an. Le plan prévoyait de piger dans les royautés du pétrole et de demander 200 millions par année au gouvernement fédéral.
Le coût du projet fait peser un risque de solvabilité pour la province de Terre-Neuve-et-Labrador, avec un risque pour la dette souveraine du Canada. Muskrat Falls aura un impact si grave sur les coûts de l'électricité à Terre-Neuve que d'ici 2021, un plan de sauvetage fédéral sera nécessaire. Le développement de Muskrat Falls et de Gull Island sur la rivière Churchill inférieure était pourtant perçu comme une forme de délivrance de l'injustice passée après la signature du contrat d'achat d'électricité le 12 mai 1969 ayant permis la construction de la centrale de Churchill Falls.
Le 10 mars 2020, le rapport du commissaire Richard LeBlanc est rendu public après deux ans de travail. La commission a entendu plus d’une centaine de témoignages et examiné quelque 6 millions de documents afin d'expliquer l'escalade des coûts du projet hydroélectrique de Muskrat Falls passés de 6,2 milliards à 13 milliards $CA. Dans ce document, LeBlanc dénonce les dirigeants de Nalcor pour avoir délibérément sous-estimé les coûts et fait des déclarations trompeuses sur le projet au public. Le rapport indique que les représentants du gouvernement ont fait preuve de parti pris politique et n'ont pas réussi à garantir que le projet hydroélectrique était dans le meilleur intérêt de Terre-Neuve-et-Labrador.

## Installations

### Centrale hydroélectrique
La mise en eau du réservoir a été achevée en 2019 avec l'inondation de 41 km² de terrain pour créer le réservoir de 101 km². Le confinement se fait par un barrage en béton en deux parties d'une longueur totale de 757 mètres.
Le lit principal du fleuve est barré et l'eau dérivée vers la centrale par un canal situé au sud du fleuve, profondément taillé dans le sol, avec une prise d'eau en amont des anciens rapides inférieurs.
Le barrage a détruit les rapides inférieurs tandis que le lac de barrage a inondé les rapides supérieurs. Le barrage comprend deux déversoirs : un premier déversoir avec 5 portes radiales immergées construit au milieu de la vallée où l'eau du fleuve s'écoule durant la construction de la centrale et un second déversoir de trop-plein au bord de la pente de la colline du Manitu-utshu.
Le fleuve alimentera la centrale de Muskrat Falls équipée de 4 turbines Kaplan et d'une puissance totale de 824 MW.

### Lignes de transport d'électricité
L'électricité est acheminée par la route anglo-saxonne (en contournant le Québec) vers l'île de Terre-Neuve via le Labrador Island Link (LIL), une ligne à courant continu haute tension de 1 100 km, dont 30 km de câbles électriques sous-marins sous le détroit de Belle Isle,. 
La construction a commencé en 2014 et s'est terminée en 2018 au coût de 2,1 milliards $CA. 
La ligne, d'une capacité maximale de 900 MW, a son terminus au poste convertisseur de Soldier Pond, dans la péninsule d'Avalon, au sud-ouest de St. John's. Elle achemine vers le réseau à haute tension de la Newfoundland and Labrador Hydro l'électricité produite à Muskrat Falls ainsi qu'une certaine quantité d'énergie excédentaire produite à Churchill Falls. La mise en service définitive du lien entre l'île de Terre-Neuve et le Labrador a été retardée à plusieurs reprises en raison de problèmes techniques et des mesures sanitaires mises en place durant la pandémie de Covid-19. Le logiciel nécessaire à l'opération des installations à courant continu a dû être mis à niveau et les condensateurs synchrones installés au poste de Soldiers Pond ont connu des problèmes de vibration qui ont retardé la mise en service du lien à avril 2023,.
Une partie de l'énergie est ensuite transmise de Stephenville sur l'île de Terre-Neuve à la Nouvelle-Écosse via le Maritime Link (ML), une ligne sous-marine à courant continu de 180 km sous le détroit de Cabot jusqu'à Point Aconi sur l'île du Cap-Breton. La construction est une coentreprise de 1,2 milliard $CA entre Nalcor Energy et Emera, la société mère du principal distributeur d'électricité néo-écossais Nova Scotia Power. Vingt pour cent de l'électricité produite à Muskrat Falls pendant les 20 premières années d'opération du projet seront livrées gratuitement au service public néo-écossais en échange d'une participation financière pour la construction du projet. Ce lien a été mis en service en décembre 2017.
L'ambition initiale des autorités terre-neuviennes était de pouvoir éventuellement vendre l'électricité produite à Muskrat Falls et à Gull Island dans le marché de la Nouvelle-Angleterre par le biais d'une autre ligne de transport sous-marine de 563 km, qui aurait été construite du Nouveau-Brunswick au Massachusetts.

## Impact environnemental
Des chercheurs de l'université Harvard ont constaté que les niveaux de mercure dans les poissons augmenteraient à la suite du projet.
Après les protestations menées par des groupes autochtones dans le centre du Labrador en 2016, une entente a été conclue entre les trois groupes autochtones du Labrador (gouvernement du Nunatsiavut, nation innue et Conseil communautaire NunatuKavut) et le gouvernement de Terre-Neuve-et-Labrador décrivant la création d'un comité indépendant pour formuler des recommandations. sur l'atténuation des impacts potentiels du méthylmercure sur la santé humaine du projet du Bas-Churchill aux chutes Muskrat.